# Paglicci 23
Paglicci 23 é o nome para restos humanos encontrados na Caverna Paglicci, em Apulia, Itália que foi datado de 28,000 anos Antes do presente.
Em 2008, um time científico liderado por David Caramelly testou Paglicci 23 e descobriu que o indivíduo tinha o haplogrupo mitocondrial humano H; especificamente, os restos foram pensados em ser iguais à Cambridge Reference Sequence em HVR1. O resultado foi testado exaustivamente para contaminação possível e replicado em um teste separado..